# Diapetimorpha monilis
Diapetimorpha monilis là một loài tò vò trong họ Ichneumonidae.